# Société des hauts-fourneaux, usines et charbonnages de Marcinelle et Couillet
La Société Anonyme des Hauts-Fourneaux, Usines et Charbonnages de Marcinelle et Couillet était la plus grande entreprise belge cotée à la Bourse de Bruxelles au milieu du XIXe siècle. Ses mines de charbon et ses usines d'acier s'implantaient dans la région du Borinage, en Belgique, autour de la ville de Mons dès les années 1830.

## Histoire

### Fondateurs
En 1828, la maison de commerce « Fontaine-Spitaels » achète des terres pour la construction d'un haut-fourneau et en 1830 fusionne avec les Usines des Hauchies de Paul-François-Joseph Huart avec la société Fontaine-Spitaels et Cie, qui devient en 1835, lors de l'entrée en Bourse, la Société Anonyme des Hauts-Fourneaux, Usines et Charbonnages de Marcinelle et Couillet. Le président du conseil d'administration de la société anonyme est alors Paul-François-Joseph Huart.

### Organisation industrielle

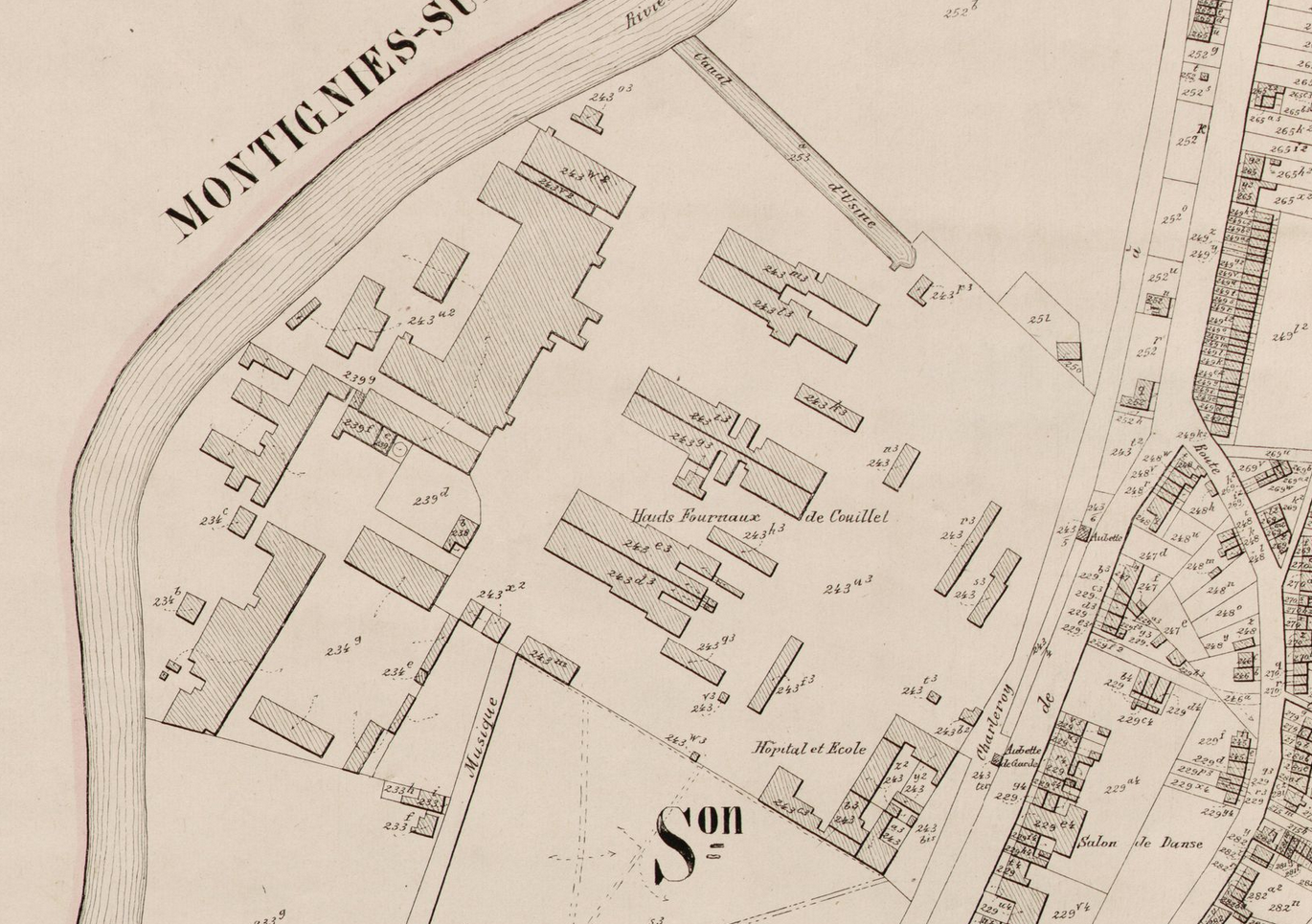
L'usine de Couillet avec les hauts-fourneaux sur le plan de Popp.

Le complexe a été érigé sous la direction d'un ingénieur anglais, Haarodt Smidt. Les techniciens et financiers britanniques jouèrent un rôle important dans la genèse d'un réseau ferroviaire belge. John Cockerill, fils de William Cockerill, crée en 1817 l'ensemble sidérurgique de  Seraing. Près de Charleroi, c'est Thomas Bonehill et Haarodt Smit qui encadrent les investissements.
L'usine de Couillet est alors la plus grande fabrique de fer de la Belgique, construite en 1835 sous la forme de sept grands hauts-fourneaux dédiés à la fonte au coke, complétés par un vaste atelier de construction et un laminoir. Le combustible vient des houillères de Marcinelle. Le minerai est acheminé via la rive droite de la Sambre et des voies ferrées.

### Contexte financier et institutionnel
Cette fusion, téléguidée par la Société générale de Belgique, était la première grande prise de participation industrielle de l'établissent et le début d'une longue série d'initiatives, fondatrices pour l'histoire industrielle de la Belgique. Dans la région du Borinage, sept compagnies minières exploitant des gisements de charbon, sont de la même manière prises en main pour une cotation en Bourse. À la même époque sont créées la Société des Produits de Flénu et la Société du Levant de Flénu, qui regroupe, pour partie des gisements existants.
La forte progression boursière de ces sociétés fait que la part du portefeuille d'actions dans les activités de la Société générale de Belgique passe de 15,3 % en 1838, à 17,3 % en 1848, puis 43,5 % en 1852 et 63,5 % en 1865. Entre 1833 et 1838, la création de 151 société anonyme, dont 7 dans les charbonnages et 16 dans la métallurgie permet à la banque de contrôler une trentaine sociétés capitalisant 102 millions de francs avec une mise de seulement 29 millions de francs. La Société Anonyme des Hauts-Fourneaux, Usines et Charbonnages de Marcinelle et Couillet est de loin la plus importante avec un capital de 12 millions de francs.
La Société Anonyme des Hauts-Fourneaux, Usines et Charbonnages de Marcinelle et Couillet fusionna en 1866 avec la société des charbonnages du Gouffre, pour constituer une société qui employait 1458 ouvriers au XXe siècle.